# Kasia Stankiewicz
Kasia Maria Stankiewicz (Działdowo, 2 giugno 1977) è una cantante polacca.
Tra il 1996 e il 2000 collabora con il gruppo Varius Manx per l'album Ego (1996; multi-platino in Polonia) e per la raccolta Najlepsze z dobrych (2000), prima di lasciare il gruppo per proseguire la carriera solista. Nel 1999 esordisce con un proprio album, Kasia Stankiewicz, pubblicato da Zic Zac, una sussidiaria della BMG che aveva già prodotto Ego. L'album d'esordio di Stankiewicz vede la collaborazione della cantante Kayah. Nel 2003, l'album rock Extrapop è distribuito da Raf e BMG: il secondo lavoro di Stankiewicz entra nella classifica in Polonia. Seguono Mimikra (distribuito da EMI), Lucy and the Loop (distribuito da Warner) e 25 Live, album pubblicato assieme ai Varius Manx per Polskie Radio.

## Discografia

### Album in studio
- 1999 – Kasia Stankiewicz
- 2003 – Extrapop
- 2006 – Mimikra
- 2014 – Lucy and the Loop
- 2016 – 25 Live (con i Varius Manx)